# 希臘經濟
希腊是世界第53大经济体，2022年的名义GDP为2393亿美元，按购买力平价则为第54大经济体，购买力平价GDP为4181.13亿美元。2021年，希腊是欧盟第16大经济体。根据国际货币基金组织2023年的数据，希腊的名义人均GDP价值为22595美元，购买力平价人均GDP为39478美元。
希腊为发达国家，其经济支柱为第三产业（80％）和第二产业（16％）、第一产业仅占4％（2017年）。希腊的支柱产业为旅游业和航运业。2019年到访希腊的外国游客为3130万，是欧盟第七大、世界第十三大旅游目的地。与2013年的1800万游客相比，游客数在稳定增长。希腊拥有全世界最大的商船队，其船只载重吨位占全球的21％，2014-2021年，希腊船只的总运力增长了45.8％。
希腊在2010年2月，政府欠債3千億歐元，無力償債而導致國家破產，其他歐元區國家擔心希臘的危機會對他們造成重大衝擊。希臘名列歐豬五國之一，釀成歐洲主權債務危機，在2011年幾乎導致歐元區瓦解。拥有综合了资本主义经济以及占GDP一半左右的公共版块。旅游业是支柱产业，占希腊GDP以及外汇收入的很大一部分。希腊是欧盟经济援助的主要受惠国，受欧盟援助的资金大约占总GDP的3.3%，在过去几年中希腊经济稳步增长。並自2001年後採用歐元作為貨幣。
急需解决的问题包括了降低失业率以及进一步的经济重组，包括了几个主要国有企业的私有化，社会保障体系、税收体系的改革，以及减少官僚系统的缺失。

## 历史
几乎没有关于希腊经济在19世纪（世界大多数国家因工业革命而发生重大改变的时期）演化的历史记载。近来的研究探讨的是在以农业为主的经济体系中，工业逐步发展和航运业进一步发展的情况。同时，计算了在1833年和1911年之间人均GDP增长的平均速度，结果仅略低于其他西欧国家。尽管如此，希腊曾面临经济困难以及在1826年、1843年、1860年和1893年的贷款违约。
一些其他的研究也支持上述关于希腊经济总体发展趋势的观点。这些研究同时提供了如何比较生活水平的措施。希腊的人均收入（按购买力计算）为法国在1850年的65％，在1890年的56％，在1938年的62％，在1980年的75％，在2007年的90％，在2008年的96.4％，2009年的97.9％，并且大于像韩国、意大利、以色列等国家的人均收入。希腊在二战后的发展主要和所谓希腊经济奇迹联系在一起。

## 第一產業
- 希臘農業

在2010年，希臘是歐盟最大棉花 （183800噸）和開心果 （8,000噸）的生產國，第二大米（229500噸）和橄欖（147500噸）生產國，第三大無花果（合1.1萬噸）和 杏仁 （44,000噸），番茄（140萬噸）和西瓜（578400噸）生產國，菸草則是歐盟第四 大生產地（22000噸），農業佔該國GDP的3.8％ ，農民佔全國勞動力的12.4％。 
- 漁業

歐盟成員國中希臘在地中海漁船數量排名第一。捕撈總量87461噸在歐盟排名第11位。

## 第二產業
- 工業

水泥、製藥、預拌混凝土、飲料、鋼筋、香菸、啤酒、乳業、鋁材、可樂
- 礦業

## 第三產業
- 海運業
- 電信
- 旅遊

## 优点和缺点
希腊生活水平高，它拥有非常高的人类发展指数，2011年世界排名第29，《经济学人》2005年全球生活质量指数排名第22。来自欧盟统计局的数据显示，希腊人均GDP在购买力标准（PPS）下为欧盟在2008年的平均水平的94%。
希腊的主要行业为旅游、航运、工业产品、食品和烟草的加工、纺织、化工、金属制品、煤矿和石油业。自1990年代初以来，希腊 GDP增长的平均值超过欧盟。然而，希腊的经济也面临着重大的问题，包括迅速上升的失业率、效率低下的公共部门的官僚机构、逃税、腐败和较低的全球竞争力。
希腊有欧盟最低的清廉指数、经济自由度指数和全球竞争力指数，世界排名分别为78、88和90名。腐败，连同它相关的问题，税收征管的糟糕，被广泛视为当前经济困境的关键原因和克服国家债务问题的主要障碍。
在经济连续增长15年后，希腊在2009年陷入衰退期。近年过度借贷的趋势显示储蓄与贷款的比例在今年上半年超过100％。
到2009年底，希腊的经济（基于2010年11月15日修订的数据，修订的一部分原因是由于开支的重新分类）在欧盟中面临最高的财政赤字和政府债务占GDP的比率。2009年预算赤字占GDP的15.4％。预算赤字和不断增长的债务水平（2009年占GDP的127%）导致借贷成本上升，从而引发了严重的经济危机。希腊被控试图掩盖其在全球金融危机后的巨额预算赤字的真实情况。这是由2009年10月选出的新社会主义政府预测的关于2009 年预算赤字的大规模修订导致的，从"6-8%"（由前政府估算）到12.7%（后修订为 15.4%）。
希腊有总计约500万的劳动力，在经合组织国家中，工人每年的平均工作时间位列第二，仅次于韩国。格罗宁根成长与发展中心公布的一项民意调查显示，在1995年和2005年之间，希腊人每年工作时间长达1900小时，位列欧洲之首，其次是西班牙人（平均1800小时/年）。
由于持续的经济危机，该国的工业生产在2010年3月到2011年3月期间下降了8％。传统经济支柱服装业是受冲击最大的行业之一。与此同时，建设活动量在2010年1月至2011年1月之间减少了73.1％。此外，零销售的营业额在2010年2月和2011年2月之间下降了9％。
在2008年和2011年间，失业率从2008年第二和第三季度7.2％的低点暴涨到2011年8月18.4％的高点，致使超过90多万人失去工作。在2010年最后一个季度中，青年失业率达到36.1％。

## 欧元区
以1999年作为基准年，在参照若干标准（通胀率，财政赤字，公共债务，长期利率，汇率）后，希腊于2000年6月19日被欧洲理事会批准加入欧盟的经济与货币联盟。2004年，受新一届新民主政府的委托，欧盟统计局在审计后透露，有关预算赤字的统计资料未得到充分报告。
修订后的预算赤字数据中，大部分差异是由于新政府临时改变了会计实务，即把订购而非接收的军用物资记入费用账。不管怎样，这是欧盟统计局对ESA95方法（自2000年开始应用）有追溯效力的运用，最终将基准年（1999年）的预算赤字提高到国内生产总值的3.38％，从而超过3％的上限。因此，有断言称希腊（意大利等其他欧洲国家曾提出过类似的断言）实际上并不符合所有的五个准入条件。普遍的看法是，希腊是通过伪造的赤字数据进入欧元区。2005年经合组织给希腊的报告中明确指出：“新会计规则对1997年至1999年的财政数字的影响范围为GDP的0.7到1个百分点，这种方法的追溯变动是修订的赤字在1999年（希腊获得欧洲经货联盟会员资格）超过3％的原因”。在这种情况下，希腊财政部部长出面澄清说，希腊在申请时用的是有效的ESA79计算方法，由此得出的1999年预算赤字是低于规定的3％上限的，因此符合标准。
军费开支的原始会计实务后来按照欧统局的建议重新修复。在理论上来，甚至可把ESA95计算的1999年希腊财政赤字降低到3％以下（欧盟统计局对1999年的官方计算仍然待定）。
希腊政府在2010年估算出其2009年的赤字占国内生产总值的12.5％，远高于四月份预测的3.7％。它将2008年的赤字从5％修订到7.7％。欧盟委员会在2010年表示，来自希腊的数字是不可靠的，其财政赤字和公共债务甚至可能会高于政府在2009年声称的数据。
新闻报道中常犯的一个错误是把有关希腊进入欧元区的讨论和希腊及其他欧元区国家与美国银行使用衍生产品交易来人为减少预算赤字的争议相混淆。与高盛证券货币互换的交易使希腊“隐藏”了10亿美元的债务。但是，这影响的是2001年后的赤字值（当时希腊已获准进入欧元区），因此与希腊进入欧元区没有关系。
法务会计师的一项研究发现，希腊向欧洲统计局提交的数据有统计分布的指示操作。

## 主要經濟活動

### 旅遊業
符合現代定義的旅遊業是在1950年代以後才開始蓬勃。1950年只有33,000名到訪旅客，到1994年已增長至1140萬名。
近年希臘每年吸引超過1600萬名旅客到訪，一項調查顯示旅遊業在2008年佔該國GDP的18.2%。同一調查指每位旅客在希臘平均消費1,073美元。2008年，希臘有84萬個職位直接或間接與旅遊業相關，佔全國勞動人口的19%。